# Saison 2001-2002 de la LHJMQ
Saison précédente Saison suivante
La saison 2001-2002 est la 33e saison de hockey sur glace de la Ligue de hockey junior majeur du Québec. Les Tigres de Victoriaville remportent leur première Coupe du président en battant le Titan d'Acadie-Bathurst en finale.

## Contexte
La LHJMQ inaugure le trophée Luc-Robitaille récompensant l'équipe ayant marqué le plus de buts durant la saison régulière. Le trophée John-Horman n'est exceptionnellement pas remis à un individu mais à une équipe.

## Saison régulière

### Classement
| Clt | Équipe                         | Division  | PJ | V  | D  | DP | BP  | BC  | Pts |
| --- | ------------------------------ | --------- | -- | -- | -- | -- | --- | --- | --- |
| 1   | Titan d'Acadie-Bathurst        | Maritimes | 72 | 45 | 18 | 5  | 257 | 225 | 99  |
| 2   | Saguenéens de Chicoutimi       | Est       | 72 | 40 | 27 | 4  | 278 | 269 | 85  |
| 3   | Mooseheads d'Halifax           | Maritimes | 72 | 39 | 21 | 3  | 267 | 197 | 90  |
| 4   | Screaming Eagles du Cap-Breton | Maritimes | 72 | 38 | 20 | 4  | 286 | 224 | 90  |
| 5   | Drakkar de Baie-Comeau         | Est       | 72 | 38 | 25 | 2  | 288 | 231 | 85  |
| 6   | Océanic de Rimouski            | Est       | 72 | 33 | 33 | 2  | 270 | 293 | 72  |
| 7   | Remparts de Québec             | Est       | 72 | 31 | 32 | 2  | 212 | 260 | 71  |
| 8   | Wildcats de Moncton            | Maritimes | 72 | 20 | 41 | 7  | 214 | 287 | 51  |

| Clt | Équipe                      | Division | PJ | V  | D  | DP | BP  | BC  | Pts |
| --- | --------------------------- | -------- | -- | -- | -- | -- | --- | --- | --- |
| 1   | Cataractes de Shawinigan    | Centrale | 72 | 43 | 21 | 3  | 288 | 200 | 94  |
| 2   | Olympiques de Hull          | Ouest    | 72 | 33 | 30 | 6  | 230 | 253 | 75  |
| 3   | Tigres de Victoriaville     | Centrale | 72 | 40 | 25 | 1  | 287 | 257 | 87  |
| 4   | Voltigeurs de Drummondville | Centrale | 72 | 31 | 35 | 0  | 255 | 264 | 68  |
| 5   | Foreurs de Val-d'Or         | Ouest    | 72 | 28 | 35 | 4  | 230 | 257 | 65  |
| 6   | Huskies de Rouyn-Noranda    | Ouest    | 72 | 26 | 36 | 4  | 232 | 281 | 62  |
| 7   | Rocket de Montréal          | Ouest    | 72 | 23 | 39 | 2  | 198 | 243 | 56  |
| 8   | Castors de Sherbrooke       | Centrale | 72 | 21 | 43 | 1  | 231 | 284 | 50  |

- En gras et en italique : champion d'association et directement qualifié pour les quarts de finale des séries
- En gras : champion de division et qualifié pour les huitièmes de finale des séries
- En italique : qualifié pour les huitièmes de finale des séries

### Meilleurs pointeurs
| Clt | Joueur                     | Équipe        | PJ | B  | A  | Pts | Pun |
| --- | -------------------------- | ------------- | -- | -- | -- | --- | --- |
| 1   | Pierre-Marc Bouchard       | Chicoutimi    | 69 | 46 | 94 | 140 | 54  |
| 2   | Matthew Lombardi           | Victoriaville | 66 | 57 | 73 | 130 | 70  |
| 3   | Yanick Lehoux              | Baie-Comeau   | 66 | 56 | 69 | 125 | 63  |
| 4   | Jonathan Bellemarre        | Shawinigan    | 69 | 39 | 85 | 124 | 183 |
| 5   | Charles Linglet            | Baie-Comeau   | 72 | 52 | 71 | 123 | 34  |
| 6   | Carl Mallette              | Victoriaville | 71 | 39 | 83 | 122 | 191 |
| 7   | Jason Pominville           | Shawinigan    | 66 | 57 | 64 | 121 | 32  |
| 8   | Olivier Proulx             | Drummondville | 71 | 42 | 77 | 119 | 179 |
| 9   | Pierre-Alexandre Parenteau | Chicoutimi    | 68 | 51 | 67 | 118 | 120 |
| 10  | Philippe Lacasse           | Hull          | 63 | 55 | 58 | 113 | 58  |

## Séries éliminatoires
Les équipes classées de la 2e à la 7e place de chaque association s'affrontent en huitième de finale des séries éliminatoires. Elles retrouvent ensuite en quart de finale les deux meilleures équipes de chaque association qui sont qualifiées directement pour cette étape.
|  | Huitièmes de finale            | Huitièmes de finale            | Huitièmes de finale            | Huitièmes de finale            |                          |                          | Quarts de finale | Quarts de finale | Quarts de finale | Quarts de finale |  |  | Demi-finales      | Demi-finales      | Demi-finales      | Demi-finales      |  |  | Finale         | Finale         | Finale         | Finale         |
|  |                                |                                |                                |                                |                          |                          |                  |                  |                  |                  |  |  |                   |                   |                   |                   |  |  |                |                |                |                |
|  |                                |                                |                                |                                |                          |                          | du 5 au 12 avril | du 5 au 12 avril | du 5 au 12 avril | du 5 au 12 avril |  |  | du 19 au 26 avril | du 19 au 26 avril | du 19 au 26 avril | du 19 au 26 avril |  |  | du 3 au 12 mai | du 3 au 12 mai | du 3 au 12 mai | du 3 au 12 mai |
|  |                                |                                |                                |                                |                          |                          | du 5 au 12 avril | du 5 au 12 avril | du 5 au 12 avril | du 5 au 12 avril |  |  | du 19 au 26 avril | du 19 au 26 avril | du 19 au 26 avril | du 19 au 26 avril |  |  | du 3 au 12 mai | du 3 au 12 mai | du 3 au 12 mai | du 3 au 12 mai |
|  |                                |                                |                                |                                |                          |                          | du 5 au 12 avril | du 5 au 12 avril | du 5 au 12 avril | du 5 au 12 avril |  |  | du 19 au 26 avril | du 19 au 26 avril | du 19 au 26 avril | du 19 au 26 avril |  |  | du 3 au 12 mai | du 3 au 12 mai | du 3 au 12 mai | du 3 au 12 mai |
|  |                                |                                |                                |                                |                          |                          | du 5 au 12 avril | du 5 au 12 avril | du 5 au 12 avril | du 5 au 12 avril |  |  | du 19 au 26 avril | du 19 au 26 avril | du 19 au 26 avril | du 19 au 26 avril |  |  | du 3 au 12 mai | du 3 au 12 mai | du 3 au 12 mai | du 3 au 12 mai |
|  | Titan d'Acadie-Bathurst        | Titan d'Acadie-Bathurst        | 4                              | 4                              |                          |                          |                  |                  |                  |                  |  |  | du 19 au 26 avril | du 19 au 26 avril | du 19 au 26 avril | du 19 au 26 avril |  |  | du 3 au 12 mai | du 3 au 12 mai | du 3 au 12 mai | du 3 au 12 mai |
|  | Titan d'Acadie-Bathurst        | Titan d'Acadie-Bathurst        | 4                              | 4                              | du 21 au 27 mars         |                          |                  |                  |                  |                  |  |  | du 19 au 26 avril | du 19 au 26 avril | du 19 au 26 avril | du 19 au 26 avril |  |  | du 3 au 12 mai | du 3 au 12 mai | du 3 au 12 mai | du 3 au 12 mai |
|  |                                |                                | Remparts de Québec             | Remparts de Québec             | 1                        | 1                        |                  |                  |                  |                  |  |  | du 19 au 26 avril | du 19 au 26 avril | du 19 au 26 avril | du 19 au 26 avril |  |  | du 3 au 12 mai | du 3 au 12 mai | du 3 au 12 mai | du 3 au 12 mai |
|  | Saguenéens de Chicoutimi       | Saguenéens de Chicoutimi       | Remparts de Québec             | Remparts de Québec             | 1                        | 1                        | 0                | 0                |                  |                  |  |  | du 19 au 26 avril | du 19 au 26 avril | du 19 au 26 avril | du 19 au 26 avril |  |  | du 3 au 12 mai | du 3 au 12 mai | du 3 au 12 mai | du 3 au 12 mai |
|  | Saguenéens de Chicoutimi       | Saguenéens de Chicoutimi       | du 5 au 15 avril               |                                |                          |                          | 0                | 0                |                  |                  |  |  | du 19 au 26 avril | du 19 au 26 avril | du 19 au 26 avril | du 19 au 26 avril |  |  | du 3 au 12 mai | du 3 au 12 mai | du 3 au 12 mai | du 3 au 12 mai |
|  | Remparts de Québec             | Remparts de Québec             | 4                              | 4                              |                          |                          |                  |                  |                  |                  |  |  | du 19 au 26 avril | du 19 au 26 avril | du 19 au 26 avril | du 19 au 26 avril |  |  | du 3 au 12 mai | du 3 au 12 mai | du 3 au 12 mai | du 3 au 12 mai |
|  | Remparts de Québec             | Remparts de Québec             | 4                              | 4                              | Titan d'Acadie-Bathurst  | Titan d'Acadie-Bathurst  | 4                | 4                |                  |                  |  |  |                   |                   |                   |                   |  |  | du 3 au 12 mai | du 3 au 12 mai | du 3 au 12 mai | du 3 au 12 mai |
|  | du 22 mars au 2 avril          |                                |                                |                                | Titan d'Acadie-Bathurst  | Titan d'Acadie-Bathurst  | 4                | 4                |                  |                  |  |  |                   |                   |                   |                   |  |  | du 3 au 12 mai | du 3 au 12 mai | du 3 au 12 mai | du 3 au 12 mai |
|  |                                |                                | Screaming Eagles du Cap-Breton | Screaming Eagles du Cap-Breton | 1                        | 1                        |                  |                  |                  |                  |  |  |                   |                   |                   |                   |  |  | du 3 au 12 mai | du 3 au 12 mai | du 3 au 12 mai | du 3 au 12 mai |
|  | Mooseheads d'Halifax           | Mooseheads d'Halifax           | Screaming Eagles du Cap-Breton | Screaming Eagles du Cap-Breton | 1                        | 1                        | 4                | 4                |                  |                  |  |  |                   |                   |                   |                   |  |  | du 3 au 12 mai | du 3 au 12 mai | du 3 au 12 mai | du 3 au 12 mai |
|  | Mooseheads d'Halifax           | Mooseheads d'Halifax           | du 19 au 30 avril              |                                |                          |                          | 4                | 4                |                  |                  |  |  |                   |                   |                   |                   |  |  | du 3 au 12 mai | du 3 au 12 mai | du 3 au 12 mai | du 3 au 12 mai |
|  | Océanic de Rimouski            | Océanic de Rimouski            | 3                              | 3                              |                          |                          |                  |                  |                  |                  |  |  |                   |                   |                   |                   |  |  | du 3 au 12 mai | du 3 au 12 mai | du 3 au 12 mai | du 3 au 12 mai |
|  | Océanic de Rimouski            | Océanic de Rimouski            | 3                              | 3                              | Mooseheads d'Halifax     | Mooseheads d'Halifax     | 2                | 2                |                  |                  |  |  |                   |                   |                   |                   |  |  | du 3 au 12 mai | du 3 au 12 mai | du 3 au 12 mai | du 3 au 12 mai |
|  | du 22 au 29 mars               |                                |                                |                                | Mooseheads d'Halifax     | Mooseheads d'Halifax     | 2                | 2                |                  |                  |  |  |                   |                   |                   |                   |  |  | du 3 au 12 mai | du 3 au 12 mai | du 3 au 12 mai | du 3 au 12 mai |
|  |                                |                                | Screaming Eagles du Cap-Breton | Screaming Eagles du Cap-Breton | 4                        | 4                        |                  |                  |                  |                  |  |  |                   |                   |                   |                   |  |  | du 3 au 12 mai | du 3 au 12 mai | du 3 au 12 mai | du 3 au 12 mai |
|  | Screaming Eagles du Cap-Breton | Screaming Eagles du Cap-Breton | Screaming Eagles du Cap-Breton | Screaming Eagles du Cap-Breton | 4                        | 4                        | 4                | 4                |                  |                  |  |  |                   |                   |                   |                   |  |  | du 3 au 12 mai | du 3 au 12 mai | du 3 au 12 mai | du 3 au 12 mai |
|  | Screaming Eagles du Cap-Breton | Screaming Eagles du Cap-Breton | du 5 au 12 avril               |                                |                          |                          | 4                | 4                |                  |                  |  |  |                   |                   |                   |                   |  |  | du 3 au 12 mai | du 3 au 12 mai | du 3 au 12 mai | du 3 au 12 mai |
|  | Drakkar de Baie-Comeau         | Drakkar de Baie-Comeau         | 1                              | 1                              |                          |                          |                  |                  |                  |                  |  |  |                   |                   |                   |                   |  |  | du 3 au 12 mai | du 3 au 12 mai | du 3 au 12 mai | du 3 au 12 mai |
|  | Drakkar de Baie-Comeau         | Drakkar de Baie-Comeau         | 1                              | 1                              | Titan d'Acadie-Bathurst  | Titan d'Acadie-Bathurst  | 2                | 2                |                  |                  |  |  |                   |                   |                   |                   |  |  |                |                |                |                |
|  |                                |                                |                                |                                | Titan d'Acadie-Bathurst  | Titan d'Acadie-Bathurst  | 2                | 2                |                  |                  |  |  |                   |                   |                   |                   |  |  |                |                |                |                |
|  |                                |                                | Tigres de Victoriaville        | Tigres de Victoriaville        | 4                        | 4                        |                  |                  |                  |                  |  |  |                   |                   |                   |                   |  |  |                |                |                |                |
|  |                                |                                |                                |                                | 4                        | 4                        |                  |                  |                  |                  |  |  |                   |                   |                   |                   |  |  |                |                |                |                |
|  |                                |                                |                                |                                |                          |                          |                  |                  |                  |                  |  |  |                   |                   |                   |                   |  |  |                |                |                |                |
|  |                                |                                |                                |                                |                          |                          |                  |                  |                  |                  |  |  |                   |                   |                   |                   |  |  |                |                |                |                |
|  | Cataractes de Shawinigan       | Cataractes de Shawinigan       | 4                              | 4                              |                          |                          |                  |                  |                  |                  |  |  |                   |                   |                   |                   |  |  |                |                |                |                |
|  | Cataractes de Shawinigan       | Cataractes de Shawinigan       | 4                              | 4                              | du 22 mars au 2 avril    |                          |                  |                  |                  |                  |  |  |                   |                   |                   |                   |  |  |                |                |                |                |
|  |                                |                                | Voltigeurs de Drummondville    | Voltigeurs de Drummondville    | 1                        | 1                        |                  |                  |                  |                  |  |  |                   |                   |                   |                   |  |  |                |                |                |                |
|  | Olympiques de Hull             | Olympiques de Hull             | Voltigeurs de Drummondville    | Voltigeurs de Drummondville    | 1                        | 1                        | 4                | 4                |                  |                  |  |  |                   |                   |                   |                   |  |  |                |                |                |                |
|  | Olympiques de Hull             | Olympiques de Hull             | du 5 au 12 avril               |                                |                          |                          | 4                | 4                |                  |                  |  |  |                   |                   |                   |                   |  |  |                |                |                |                |
|  | Rocket de Montréal             | Rocket de Montréal             | 3                              | 3                              |                          |                          |                  |                  |                  |                  |  |  |                   |                   |                   |                   |  |  |                |                |                |                |
|  | Rocket de Montréal             | Rocket de Montréal             | 3                              | 3                              | Cataractes de Shawinigan | Cataractes de Shawinigan | 3                | 3                |                  |                  |  |  |                   |                   |                   |                   |  |  |                |                |                |                |
|  | du 22 au 27 mars               |                                |                                |                                | Cataractes de Shawinigan | Cataractes de Shawinigan | 3                | 3                |                  |                  |  |  |                   |                   |                   |                   |  |  |                |                |                |                |
|  |                                |                                | Tigres de Victoriaville        | Tigres de Victoriaville        | 4                        | 4                        |                  |                  |                  |                  |  |  |                   |                   |                   |                   |  |  |                |                |                |                |
|  | Tigres de Victoriaville        | Tigres de Victoriaville        | Tigres de Victoriaville        | Tigres de Victoriaville        | 4                        | 4                        | 4                | 4                |                  |                  |  |  |                   |                   |                   |                   |  |  |                |                |                |                |
|  | Tigres de Victoriaville        | Tigres de Victoriaville        |                                |                                |                          |                          |                  | 4                |                  |                  |  |  |                   |                   |                   |                   |  |  |                |                |                |                |
|  | Huskies de Rouyn-Noranda       | Huskies de Rouyn-Noranda       | 0                              | 0                              |                          |                          |                  |                  |                  |                  |  |  |                   |                   |                   |                   |  |  |                |                |                |                |
|  | Huskies de Rouyn-Noranda       | Huskies de Rouyn-Noranda       | 0                              | 0                              | Tigres de Victoriaville  | Tigres de Victoriaville  | 4                | 4                |                  |                  |  |  |                   |                   |                   |                   |  |  |                |                |                |                |
|  | du 22 mars au 2 avril          |                                |                                |                                | Tigres de Victoriaville  | Tigres de Victoriaville  | 4                | 4                |                  |                  |  |  |                   |                   |                   |                   |  |  |                |                |                |                |
|  |                                |                                | Olympiques de Hull             | Olympiques de Hull             | 1                        | 1                        |                  |                  |                  |                  |  |  |                   |                   |                   |                   |  |  |                |                |                |                |
|  | Voltigeurs de Drummondville    | Voltigeurs de Drummondville    | Olympiques de Hull             | Olympiques de Hull             | 1                        | 1                        | 4                | 4                |                  |                  |  |  |                   |                   |                   |                   |  |  |                |                |                |                |
|  | Voltigeurs de Drummondville    | Voltigeurs de Drummondville    |                                |                                |                          |                          |                  | 4                |                  |                  |  |  |                   |                   |                   |                   |  |  |                |                |                |                |
|  | Foreurs de Val-d'Or            | Foreurs de Val-d'Or            | 3                              | 3                              |                          |                          |                  |                  |                  |                  |  |  |                   |                   |                   |                   |  |  |                |                |                |                |
|  | Foreurs de Val-d'Or            | Foreurs de Val-d'Or            | 3                              | 3                              |                          |                          |                  |                  |                  |                  |  |  |                   |                   |                   |                   |  |  |                |                |                |                |
|  |                                |                                |                                |                                |                          |                          |                  |                  |                  |                  |  |  |                   |                   |                   |                   |  |  |                |                |                |                |

## Équipes d'étoiles
La ligue sélectionne trois équipes d'étoiles dont une pour les recrues.

### Première équipe
- Gardien de but : Danny Dallaire, Mooseheads d'Halifax
- Défenseur gauche : Danny Groulx, Tigres de Victoriaville
- Défenseur droit : David Cloutier, Foreurs de Val-d'Or et Screaming Eagles du Cap-Breton
- Ailier gauche : Charles Linglet, Drakkar de Baie-Comeau
- Centre : Pierre-Marc Bouchard, Saguenéens de Chicoutimi
- Ailier droit : Jason Pominville, Cataractes de Shawinigan
- Entraîneur : Réal Paiement, Titan d'Acadie-Bathurst

### Deuxième équipe
- Gardien de but : Adam Russo, Titan d'Acadie-Bathurst
- Défenseur gauche : Mathieu Dumas, Screaming Eagles du Cap-Breton
- Défenseur droit : Jean-François David, Cataractes de Shawinigan
- Ailier gauche : Philippe Lacasse, Olympiques de Hull
- Centre : Yanick Lehoux, Drakkar de Baie-Comeau
- Ailier droit : Aleš Hemský, Olympiques de Hull
- Entraîneur : Pascal Vincent, Screaming Eagles du Cap-Breton

### Équipe des recrues
- Gardien de but : Jeff Drouin-Deslauriers, Saguenéens de Chicoutimi
- Défenseur gauche : Martin Vagner, Olympiques de Hull
- Défenseur droit : Jesse Lane, Olympiques de Hull
- Ailier gauche : Jean-François Jacques, Drakkar de Baie-Comeau
- Centre : Benoît Mondou, Drakkar de Baie-Comeau
- Ailier droit : Steve Bernier, Wildcats de Moncton
- Entraîneur : Benoît Groulx, Olympiques de Hull

## Trophées
Cinq récompenses collectives et dix-neuf individuelles sont décernées.

### Récompenses collectives
- Coupe du président (champions des séries éliminatoires) : Tigres de Victoriaville
- Trophée Jean-Rougeau (champions de la saison régulière) : Titan d'Acadie-Bathurst
- Trophée Robert-Lebel (meilleure moyenne de buts encaissés) : Mooseheads d'Halifax
- Trophée Luc-Robitaille (plus grand nombre de buts marqués) : Drakkar de Baie-Comeau et Cataractes de Shawinigan
- Trophée John-Horman (administration de l'année) : Saguenéens de Chicoutimi

### Récompenses individuelles
- Trophée Jean-Béliveau (meilleur pointeur) : Pierre-Marc Bouchard, Saguenéens de Chicoutimi
- Trophée Jacques-Plante (meilleure moyenne de buts encaissés) : Olivier Michaud, Cataractes de Shawinigan
- Trophée Michel-Bergeron (meilleure recrue offensive) : Benoît Mondou, Drakkar de Baie-Comeau
- Trophée Frank-J.-Selke (joueur le plus gentilhomme) : Jason Pominville, Cataractes de Shawinigan
- Trophée Michel-Brière (meilleur joueur) : Pierre-Marc Bouchard, Saguenéens de Chicoutimi
- Trophée Émile-Bouchard (meilleur défenseur) : Danny Groulx, Tigres de Victoriaville
- Trophée Guy-Lafleur (meilleur joueur des séries éliminatoires) : Danny Groulx, Tigres de Victoriaville
- Trophée Michael-Bossy (meilleur espoir) : Pierre-Marc Bouchard, Saguenéens de Chicoutimi
- Trophée Raymond-Lagacé (meilleure recrue défensive) : Jeff Drouin-Deslauriers, Saguenéens de Chicoutimi
- Trophée Marcel-Robert (meilleur étudiant) : Olivier Michaud, Cataractes de Shawinigan
- Trophée Paul-Dumont (personnalité de l'année) : Olivier Michaud, Cataractes de Shawinigan
- Coupe Telus - Offensif (meilleur joueur offensif de l'année) : Pierre-Marc Bouchard, Saguenéens de Chicoutimi
- Coupe Telus - Défensif (meilleur joueur défensif de l'année) : Éric Lafrance, Olympiques de Hull et Jean-François Racine, Voltigeurs de Drummondville
- Plaque AutoPro (meilleur différentiel plus/moins) : Jonathan Bellemare, Cataractes de Shawinigan
- Plaque du Groupe Saint-Clair (meilleur directeur marketing) : Sylvie Fortier, Drakkar de Baie-Comeau
- Coupe RDS (meilleure recrue) : Benoît Mondou, Drakkar de Baie-Comeau
- Trophée Ron-Lapointe (meilleur entraîneur) : Réal Paiement, Titan d'Acadie-Bathurst
- Plaque Wittnauer (plus grande implication dans la communauté) : Jonathan Bellemare, Cataractes de Shawinigan
- Plaque Philips (meilleur pourcentage de mises en jeu remportées) : Pierre-Luc Émond, Screaming Eagles du Cap-Breton